# William Kahan
William Morton Kahan (n. 5 iunie 1933, Toronto, Canada) este un matematician și informatician canadian, cunoscut pentru contribuțiile aduse în domeniul analizei numerice. Este principalul arhitect al standardului de codificare a numerelor în virgulă mobilă IEEE 754 și al succesorului acestuia pentru numere în orice bază de numerație, IEEE 854, precum și al algoritmului de adunare Kahan, algoritm ce minimizează erorile introduse la adunarea numerelor reprezentate în virgulă mobilă cu precizie finită.
1. ↑   https://awards.acm.org/fellows/award-recipients, accesat în 23 iunie 2024 Lipsește sau este vid: |title= (ajutor)